# Liste der Baudenkmäler in Holzgünz

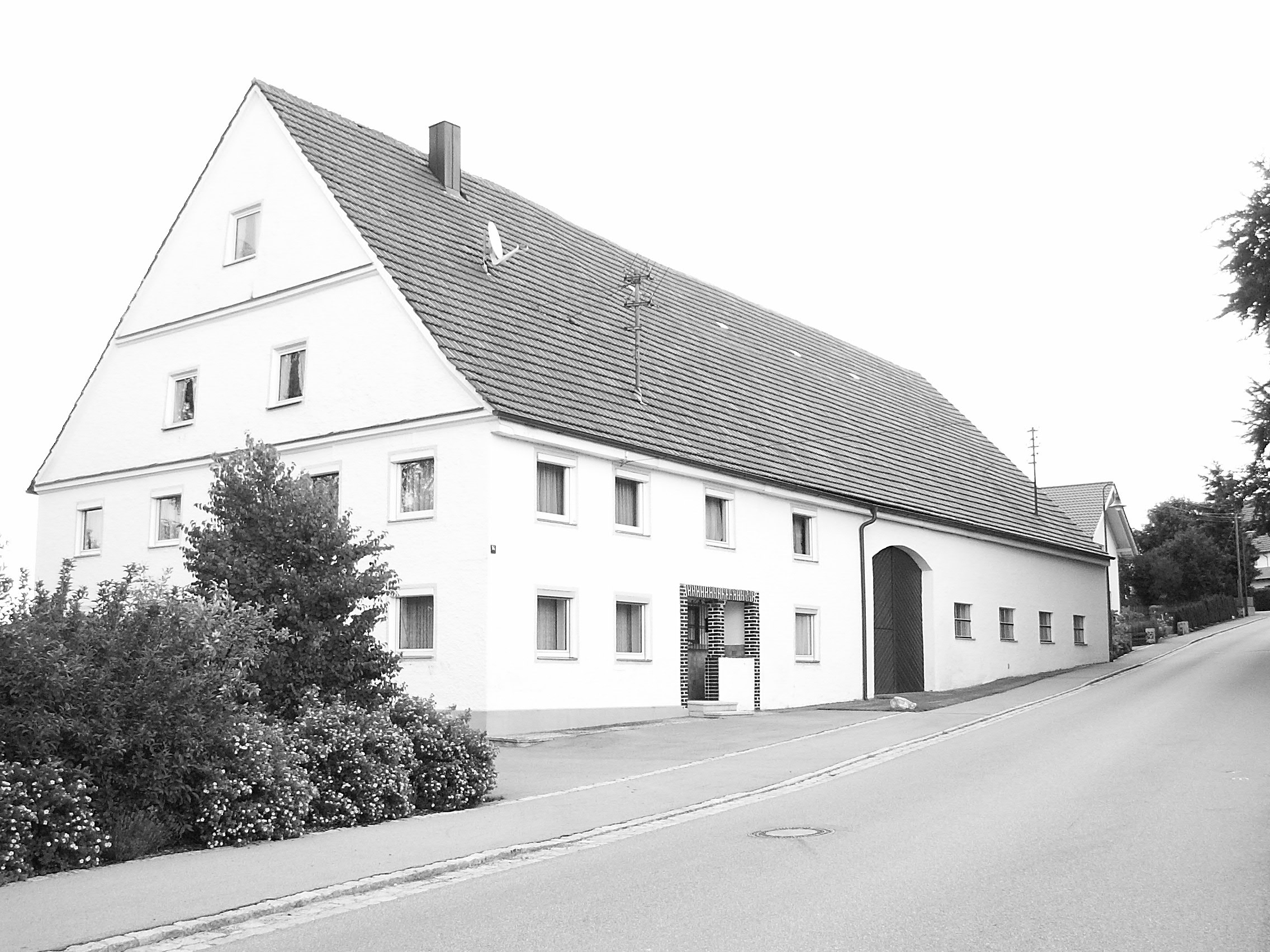
Schwäbisches Bauernhaus in Holzgünz

Auf dieser Seite sind die Baudenkmäler in der schwäbischen Gemeinde Holzgünz zusammengestellt. Diese Tabelle ist eine Teilliste der Liste der Baudenkmäler in Bayern. Grundlage ist die Bayerische Denkmalliste, die auf Basis des Bayerischen Denkmalschutzgesetzes vom 1. Oktober 1973 erstmals erstellt wurde und seither durch das Bayerische Landesamt für Denkmalpflege geführt wird. Die folgenden Angaben ersetzen nicht die rechtsverbindliche Auskunft der Denkmalschutzbehörde.

## Baudenkmäler nach Gemeindeteilen

### Holzgünz
| Lage                               | Objekt                                       | Beschreibung | Akten-Nr.             | Bild                        |
| ---------------------------------- | -------------------------------------------- | --- | --------------------- | --------------------------- |
| Hauptstraße 17 (Standort)          | Doppelkreuz der Kreuzherren                  | 15. Jahrhundert; am Ostgiebel der Mühle | D-7-78-151-1 Wikidata | Doppelkreuz der Kreuzherren |
| Hauptstraße 31 (Standort)          | Bauernhaus                                   | ein- bzw. zweigeschossiger Ziegelbau mit Frackdach und Segmentbogenfenstern, Ende 19. Jahrhundert. | D-7-78-151-8 Wikidata | Bauernhaus                  |
| Hauptstraße 60 (Standort)          | Katholische Pfarrkirche St. Georg            | neugotischer Saalbau mit eingezogenem Chor und südlichem Turm mit Spitzhelm über Dreiecksgiebeln, Turm und Chor im Kern 15. Jahrhundert, 1875; mit Ausstattung. | D-7-78-151-4 Wikidata | weitere Bilder              |
| Kreuzherrnstraße 14 (Standort)     | Ehemalige Mühle                              | zweigeschossiger, traufständiger Satteldachbau mit Riegelbohlenwand, 18. Jahrhundert. | D-7-78-151-5 Wikidata | Ehemalige Mühle             |
| Schloßweg 1, 2, 3, 4, 5 (Standort) | Ehemaliges Schloss der Memminger Kreuzherren | seit 1444, Vierflügelanlage mit Kirche als Sommerresidenz, 1586; dreigeschossiger Ostflügel mit abgewalmtem Satteldach, Erker über profilierter Konsole, Blendbogen und Turm mit Zeltdach – zweigeschossiger Südflügel mit Satteldach, Blendbogen und von Pilastern und Segmentgiebel gerahmter Tordurchfahrt, westlicher Teil als Walmdachbau separiert – zweigeschossiger Westflügel mit Walmdach, nördlichem Laubengang mit korbbogigen Arkaden und Zeltdachanbau; Schlosskirche St. Simon und Judas Thaddäus, Nordflügel der Anlage, Saalbau; mit Ausstattung. | D-7-78-151-6 Wikidata | weitere Bilder              |
| Schloßweg 5 (Standort)             | Schlosskirche                                | Saalkirche | D-7-78-151-6 Wikidata | weitere Bilder              |

### Schwaighausen
| Lage                             | Objekt                              | Beschreibung                                                                                 | Akten-Nr.             | Bild           |
| -------------------------------- | ----------------------------------- | -------------------------------------------------------------------------------------------- | --------------------- | -------------- |
| Unterharter Straße 11 (Standort) | Katholische Kapelle St. Franz Xaver | Rechteckbau mit dreiseitigem Schluss und Dachreiter mit Zwiebelhaube, 1748; mit Ausstattung. | D-7-78-151-7 Wikidata | weitere Bilder |

## Abgegangene Baudenkmäler
In diesem Abschnitt sind Objekte aufgeführt, die früher einmal in der Denkmalliste eingetragen waren, jetzt aber nicht mehr existieren, z. B. weil sie abgebrochen wurden. Aktennummern in diesem Abschnitt sind ehemalige, jetzt nicht mehr gültige Aktennummern.

| Lage                               | Objekt     | Beschreibung | Akten-Nr.             | Bild |
| ---------------------------------- | ---------- | --- | --------------------- | ---- |
| Holzgünz Hauptstraße 26 (Standort) | Bauernhaus | zweigeschossiger, giebelständiger Satteldachbau, mit Rahmenstuck und Treppengeländer der Zeit, 18. Jahrhundert. | D-7-78-151-2 Wikidata | BW   |
| Holzgünz Hauptstraße 32 (Standort) | Wohnhaus   | Satteldachbau, Ostseite wird von der ehemaligen Klostermauer gebildet, 18. Jahrhundert.                         | D-7-78-151-3 Wikidata | BW   |